# Drosophila paunii
Drosophila paunii är en tvåvingeart som beskrevs av Bhagwan Krishna Singh och Nandan Singh Negi 1989. Drosophila paunii ingår i släktet Drosophila och familjen daggflugor.
Artens utbredningsområde är Indien.